# Дніпро вранці
«Дніпро вранці» — картина українського художника Архипа Куїнджі (1841/1842–1910), написана 1881 року. Картина зберігається в Третьяковській галереї. Розмір картини — 105 × 167 см.
Картина «Дніпро вранці» була останньою картиною, виставленою Куїнджі для публіки, перед тим як він повністю відмовився від участі у виставках. Вона була виставлена 1882 року, разом з двома іншими відомими картинами художника — «Місячна ніч на Дніпрі» та «Березовий гай», які виставлялися повторно.
Картина «Дніпро вранці» написана скромними барвами, без яскравих світлових ефектів. Поверхня річки передана в м'яких, біло-молочних тонах. На передньому плані — зелена степова рослинність на пагорбі, з якого стирчить кущ реп'яха. Проте загалом картина створює дивовижне враження широчіні та простору. У цій картині проявляються певні риси імпресіонізму — зокрема, в методі зображення повітряного середовища, що перегукується з іншою, більш ранньою картиною художника «Північ».
Письменник та художник Леонід Волинський так писав у своїй статті про творчість Куїнджі:
|  | І не в приголомшливих ефектах була головна сила Куїнджі. В його прощальній картині «Дніпро вранці» (останній показаній на виставці за його життя) немає ні місяця, ні багряного сонця — нічого, крім порослого вигорілою травою, польовими квітами та чортополохом берега та заплавних просторів, оповитих імлистим серпанком. Куди вже простіше! Та все ж, зупинившись перед цією картиною, відчуваєш особливу радість — так буває, коли опинишся рано вранці на високому березі над річкою, над безмежними просторами, напоєними м'яким світлом, і стоїш у щасливому мовчанні. |